# Стауроспорин
Стауроспорин (антибиотик AM-2282 или STS) — органическое вещество естественного происхождения, антибиотик, полученный впервые в 1977 году из бактерии Streptomyces staurosporeus. Стауроспорин стал первым из более чем 50 алкалоидов с подобной структурой, включающей бис-индол. Рентгеновский анализ показал абсолютную стереоспецифичность бактериального продукта.
Показано, что стауроспорин обладает биологическими активностями широкого спектра: от анти-грибкового до антигипертензивного.

## Биологическая активность
Основная биологическая активность стауроспорина — ингибирование протеинкиназы за счёт предотвращения связывания АТФ с ферментом. Это происходит благодаря высокой аффинности стауроспорина к АТФ-связывающему участку протеинкиназы. Таким образом, страуроспорин — типичный конкурентный ингибитор АТФ, поскольку ингибирует многие протеинкиназы, но с низкой селективностью.
Структурный анализ показал, что во взаимодействие со стауроспорином вовлечены основные наиболее консервативные группы АТФ-связывающего участка протеинкиназ, что объясняет отсутствие селективности антибиотика. Отсутствие специфичности стауроспорина по отношению к различным протеинкиназам не позволяет использовать его в клинических целях, поэтому он в основном используется в биологических исследованиях.
Стауроспорин индуцирует апоптоз, но механизм этого не ясен. Известно лишь, что реагент может индуцировать апоптоз за счёт активации каспазы 3. При более низких концентрациях стауроспорин индуцирует остановку клеточного цикла в фазах G1 или G2.

## Химическое описание

Структура индоло-(2,3-a)-пиррол-(3,4-c)-карбазола

Стауроспорин относится к индолокарбазолам и входит в наиболее многочисленную группу индоло-(2,3-a)-карбазолов и в подгруппу индоло-(2,3-a)-пиррол-(3,4-c)-карбазолов. К этой подгруппе относятся галогенированные (хлорированные) и негалогенированные индоло-(2,3-a)-пиррол-(3,4-c)-карбазолы. Галогенированные индоло-(2,3-a)-пиррол-(3,4-c)-карбазолы содержат окисленный C-7 и только один индольный азот содержит β-гликозидную связь, тогда как негалогенированные индоло-(2,3-a)-пиррол-(3,4-c)-карбазолы содержат восстановленный C-7 и оба индольных азота гликозилированы. Стауроспорин относится к негалогенированной подгруппе.
Стауроспорин является предшественником ингибитора протеинкиназ мидостаурина (PKC412). 

## Биосинтез
Биосинтез стауроспорина начинается с L-триптофана в цвиттерионной форме последнего. Триптофан конвертируется в имин бактериальным ферментом StaO, являющимся оксидазой L-аминокислоты и, вероятно FAD-зависимый. Под действием StaD имин переходит в неохарактеризованное промежуточное соединение, предположительно продукт димеризации двух иминов. Из промежуточного соединения образуется хромопирролиновая кислота под действием VioE. Арил-арил соединение, вероятно, осуществляется цитохромом P450 с образованием ароматической циклической системы.
Нуклеофильная атака между двумя индольными атомами азота приводит к циклизации и последующей декарбоксилизации под действием StaC, образуя стауроспоринагликон (т.н. K252c). Глюкоза, транформированная в NTP-L-ристоамин под действием ферментов StaA/B/E/J/I/K, присоединяется к стауроспоринагликону в одном из положений индольного азота под действием StaG. StaN переориентирует остаток сахара за счёт атаки на 2-й индольный азот в невыгодной конформации с образованием O-деметил-N-деметил-стауроспорина. На последней стадии O-метилирование амина в положении 4' под действием StaMA и N-метилирование  3'-гидроксильной группы под действием StaMB приводит к образованию стауроспорина.